# 6403 Steverin
A 6403 Steverin (ideiglenes jelöléssel 1991 NU) a Naprendszer kisbolygóövében található aszteroida. Eleanor F. Helin fedezte fel 1991. július 8-án.